# آشیهارا نو ناکاتسوکونی
آشیهارا نو ناکاتسوکونی (به ژاپنی: 葦原の中つ国 Ashihara no Nakatsukuni)، در اساطیر ژاپن جهان بین تاکاماگاهارا (بهشت) و یومی (دوزخ) است. با گذشت زمان، این اصطلاح کلمه دیگری برای کشور یا مکان ژاپن شد.